# Berndt von Schinkel
Berndt von Schinkel, (enligt födelseboken Bengt) före adlandet 1840 Bergman, född den 7 november 1794 i Färgelanda sockens prästgård, Älvsborgs län
, död den 14 februari 1882 i Vifors, Hamrånge församling, Gävleborgs län, var en svensk militär och historisk samlare, gift med Beata Sophia von Schinckel (1813–1843), från vilkens släktnamn han fick namnet von Schinkel när han år 1840 adlades på nummer 2315 med namnet von Schinkel enligt 37 § 1809 års regeringsform.
Fädernesläktens förste kände stamfader, som ursprungligen hette Carllöf, var på 1500-talet smed i Karlstad. Dennes son, komminister i nämnda stad, var farfar till von Schinkels far. Efter att några år ha gått i Karlstads skola, tills denna med anledning av kriget stängdes 1808, fick von Schinkel 1811 inträde vid krigsskolan på Karlberg, och utan att fullständigt ha genomgått detta läroverk erhöll han 1813 anställning vid ingenjörskårens fältmätningsbrigad. Han tjänstgjorde därefter vid armén i Tyskland, där han blev adjutant hos generalmajor Gustaf Olof Lagerbring, deltog sedan i norska fälttåget, fick efter hemkomsten anställning som adjutant vid Krigsakademien samt utnämndes 1820 till löjtnant vid Norra skånska infanteriregementet, 1822 till kapten vid Generalstaben och 1823 till ordonnansofficer hos Karl XIV Johan. 
Då Karl XIV Johan var missnöjd med hur han framställdes i Napoleons memoarer fick von Schinkel i uppdrag att ur kungliga kabinettets och kungens brevsamling samla uppgifter men även nedteckna kungens och andra personers muntliga redogörelser om Karl Johans insatser. Efter att i tjugo års tid ha fortsatt med samlandet av material uppdrog han åt sin brorson, litteratören Carl Wilhelm Bergman, att ombesörja redigering och utgivning av dessa vidlyftiga urkundssamlingar. 
Sålunda uppstod  Minnen ur Sveriges nyare historia, samlade av Berndt von Schinkel, varav första delen utkom 1852. Fullständigt omfattar detta verk 12 delar (delarna 1–8 utgivna av Bergman 1852–1856, del 9 utgiven av C.E.J. Rogberg 1864, delarna 10–11 av Johan Hellstenius 1868–1872 och del 12 av Oscar Alin 1881) liksom 3 delar bilagor (utgivna av S.J. Boëthius 1881–1883). Efter transport 1825 till Livbeväringsregementet utnämndes Bergman 1828 till major i armén och 1833 till adjutant hos kungen. 
Berndt von Schinkel invaldes som ledamot av Kungliga Krigsvetenskapsakademien 1830.
År 1836 erhöll han avsked från regementet, men blev samma år överstelöjtnant i armén och utnämndes 1843 till överste. Hans historiska samlingar, som består av både original och avskrifter från senare delen av 1700-talet och förra delen av 1800-talet samt av utkast till det tryckta verket, tillhör numera i huvudsak Uppsala universitetsbibliotek (den så kallade Schinkelska samlingen), varjämte några rester finns i Utrikesdepartementets arkiv.
Den 31 januari 1882 bröt han benet vid ett fall utför en trappa i Vifors. Under dom efterkommande dagarna var han märkbart deprimerad då han insåg att han inte skulle bli fullt återställd. Den 14 februari tog han sitt liv med en pistol.